# Popolo di Dio
L'espressione popolo di Dio è usata nella Bibbia per riferirsi al popolo di Israele. "Il popolo di Dio" nasce dal patto che Jahve fa con i patriarchi discendenti di Sem a cui destina i territori della valle del Giordano. Successivamente, identificando le proprie origini con i patriarchi biblici, il concetto di "popolo di Dio" è stato recuperato all'uso comune dalla Chiesa grazie agli studi biblici che hanno preparato il Concilio Vaticano II. Lo stesso concilio l'ha fatto proprio ed usato per riferirsi alla chiesa di Cristo nell'ambito della discendenza di Davide ed al concetto del Cristo come figlio di Jahve.

## Nella Bibbia
L'espressione compare in Giudici 20,2; 2Samuele 14,13; Ester 10,10; Ebrei 4,9; 11,25; 1Pietro 2,10.
Inoltre il concetto soggiace ai versetti Matteo 21,43; Apocalisse 5,9; 21,3.
Il termine ebraico usato dalla Bibbia per popolo è "'am", a partire da Esodo 1,9) e collegato alle genealogie del Libro della Genesi (toledot). Esso indica una parentela di sangue e un comune futuro col Dio di Israele. Il popolo è la federazione delle dodici tribù di Israele, composte da stirpi e famiglie. 
Nel Nuovo Testamento passa a indicare la comunità dei battezzati dagli Apostoli nel nome di Cristo con acqua e Spirito Santo, includendo sia i Giudei che i gentili.

## Nei documenti della Chiesa
È dedicato al "popolo di Dio" tutto il cap. II della Lumen Gentium. Qui si tratta del popolo prima di trattare della gerarchia. Anche la gerarchia ecclesiastica è I religiosi, a tutti gli effetti e in primo luogo, appartengono al popolo di Dio, che ricomprende tutti i battezzati e non soltanto i laici. In altre parole, i Sacri Pastori (i chierici) sono in primo luogo parte del gregge di cui Cristo è il Supremo Pastore e che essi ammaestrano, santificano e governano. 
Il Catechismo della Chiesa Cattolica recepisce il rinnovamento conciliare e, nella trattazione sulla chiesa, la descrive appunto secondo questa categoria.
Ne descrive le caratteristiche al n. 782:
- È il popolo di Dio: Dio non appartiene in proprio ad alcun popolo. Ma egli si è acquistato un popolo da coloro che un tempo erano non-popolo: "la stirpe eletta, il sacerdozio regale, la nazione santa" (1 Pt 2,9).
- Si diviene membri di questo popolo non per la nascita fisica, ma per la "nascita dall'alto", "dall'acqua e dallo Spirito" (Gv 3,3-5), cioè mediante la fede in Cristo e il Battesimo.
- Questo popolo ha per Capo Gesù Cristo (Unto, Messia): poiché la medesima unzione, lo Spirito Santo, scorre dal Capo al corpo, esso è "il popolo messianico".
- "Questo popolo ha per condizione la dignità e la libertà dei figli di Dio, nel cuore dei quali dimora lo Spirito Santo come nel suo tempio" (LG 9).
- "Ha per legge il nuovo precetto di amare come lo stesso Cristo ci ha amati" (LG 9). È la legge "nuova" dello Spirito Santo (Cf Rm 8,2; Gal 5,25).
- Ha per missione di essere il sale della terra e la luce del mondo (Cf Mt 5,13-16). "Costituisce per tutta l'umanità un germe validissimo di unità, di speranza e di salvezza" (LG 9).
- "E, da ultimo, ha per fine il regno di Dio, incominciato in terra dallo stesso Dio, e che deve essere ulteriormente dilatato, finché alla fine dei secoli sia da lui portato a compimento" (LG 9).

Passa quindi ad analizzarne le specificazioni: è un popolo sacerdotale, profetico, regale (nn. 783-786).